# 目玉焼き

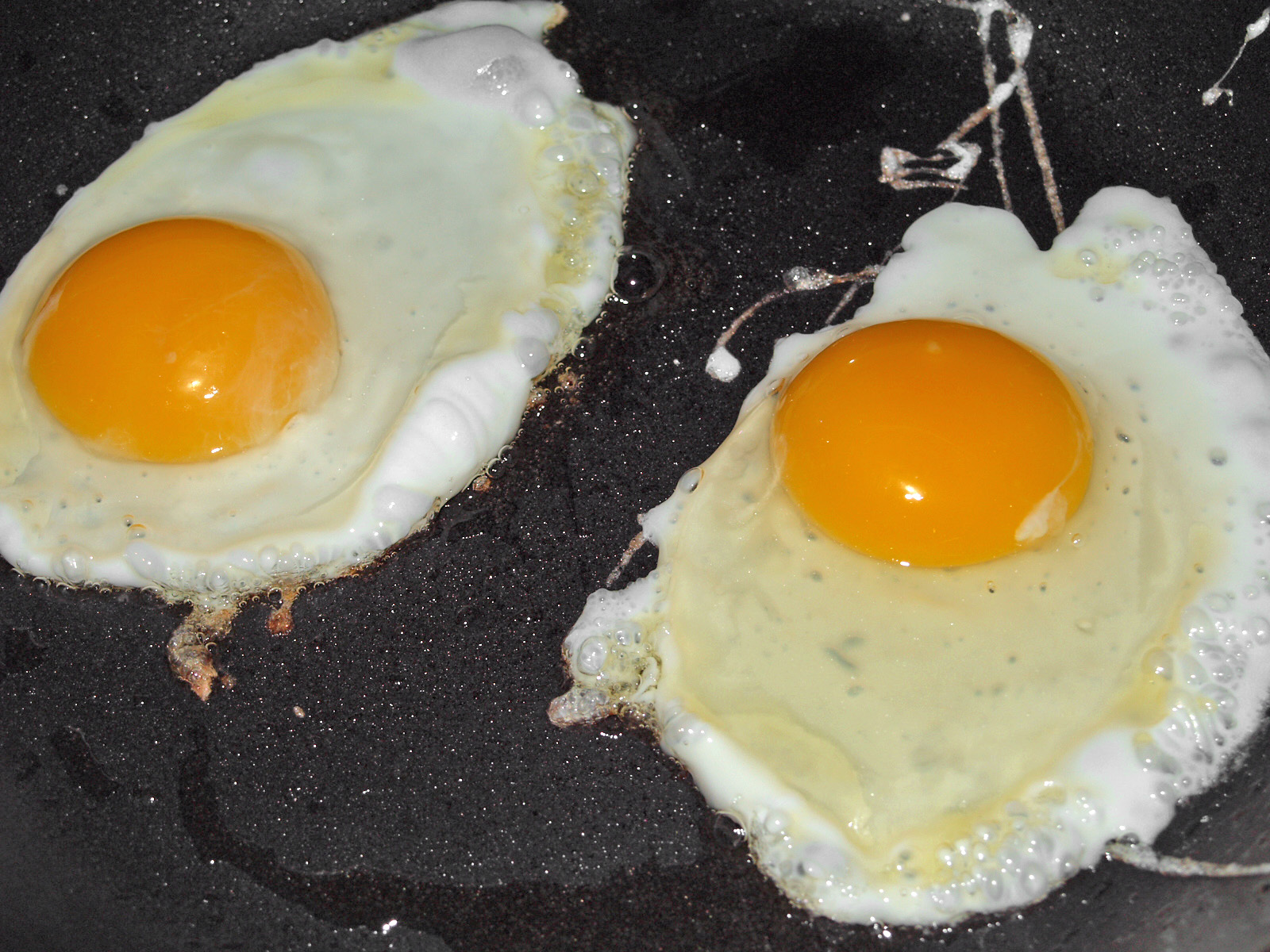
調理中の目玉焼き。このまま焼き上げれば片面焼き (sunny-side up)、返せば両面焼き (turn over)。

目玉焼き（めだまやき）は、卵料理の1つで、平坦な鉄板などに卵を割り入れて焼いたものである。黄身と白身が共に平円状となり、見た目が目玉のようになることからそう呼ばれる。
英語でフライドエッグ（fried egg）と呼ばれるものに近いが、油を引いた鉄板で焼かないものも目玉焼きと呼ぶ場合もあるため、必ずしも同じものを指す言葉ではない。

## 分類

### 焼き方による分類
片面焼き（サニーサイドアップ = sunny-side up）
片面のみを焼く方法。加熱時間にもよるが、表面に熱が伝わりにくいため黄身の流動性が保たれやすい。
両面焼き（ターンオーバー = turn over）
調理の途中で卵を裏返し、両面を焼く方法。まんべんなく火が通るが、両面に焼け跡が付くため片面焼きのものとは見た目が異なる。調理時間を短縮するために意図的に黄身を壊すこともある。形状が固定されるため扱いやすく、サンドウィッチの具にする際に向いている。
オーバー・イージー（over easy）
白身はやわらかく、黄身もほとんど液状。オーストラリアなどではサニーサイドダウン（sunny-side down）という。アメリカではover easyが一般的。
オーバー・ミディアム（over medium）
黄身は半熟。
オーバー・ハード（over hard）
黄身まで固焼き。オーバー・ウェル（over well）ともいう。

ベイステッド（basted egg）
裏返しは行わないが、熱した油を掬いかけることで表面からも加熱する調理法。黄身の表面は膜を張ったように白く変色する。少量の水を加え、蓋をして蒸し焼きにしたものもこう呼ばれる。

### 焼き加減による分類
半熟
火を半分ほど通したもの。半分生であるため、生卵に近い滑らかな喉越しを味わえる。
固焼き
火を完全に通したもの。弁当などにも使用する。

## 作り方

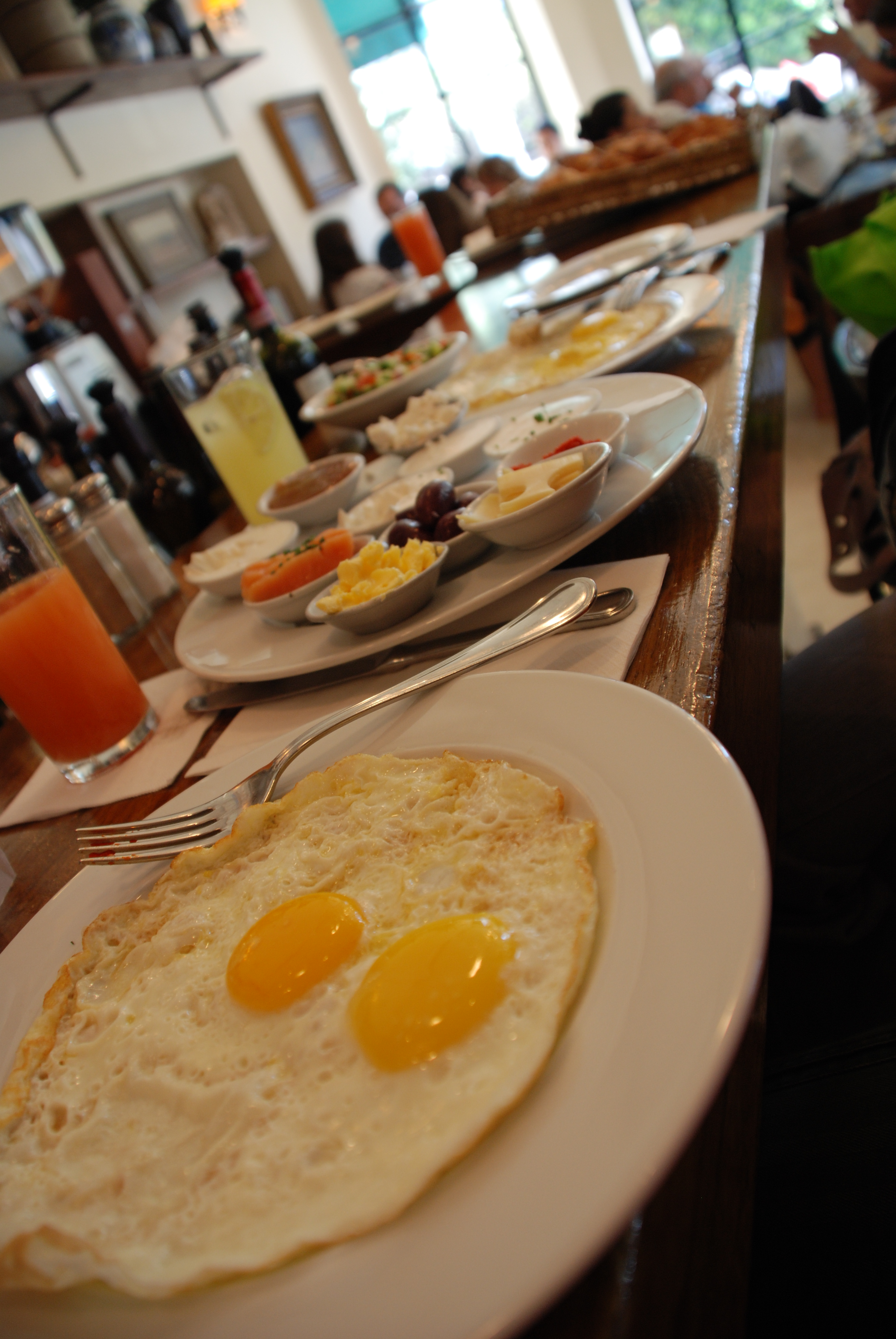
二玉の目玉焼き

目玉焼きそのものは至極単純な料理で、料理の初心者が最初に作る料理としても最適であり、小学校の家庭科の調理実習において「最初のメニュー」として定番である。しかし一方で、単純であるだけに美味しく見栄えよく作るには熟練を要する。
また、焼き方・焼き加減・使用する調味料によって、目玉焼きにも多くの種類が存在する。

### 一般的な作り方
1. フライパンにサラダ油などの油を熱し、暖まったところで弱火にしてから、生卵を割り入れる。樹脂加工のフライパンならば、油をひかずに弱火で焦げないように加熱してもよい。
2. 塩・コショウを振って、味付けする。
3. 少量の水を入れて蓋をして、弱火で2分ほど蒸らして焼き上げると、短時間で焼きあがる。
4. カリカリした食感に仕上げたい場合は、フライパンを強火で加熱しながら多めの油がかぶるように焼き上げると、白身が焦げて香ばしさが味わえる。焦げ付かないよう鍋に油をなじませるのがコツであるが、鉄のフライパンなどではそれなりの技術が必要である。

### ホテル風の目玉焼き
高級ホテルのモーニングとして出されるような目玉焼きにするには、下記のようなレシピで作ると美味しく出来上がる。ツルツルした触感と濃厚でコクのある風味、コンパクトで焦げ目のない黄身の鮮やかな、見栄えの良い目玉焼きを実現できる。
1. 冷蔵庫から取り出したら、30秒ほど水に入れて常温に戻す[注 1]
2. 卵を割り、網目の細かいザルに入れて、卵の水気を取る[注 2]
3. 熱したフライパンを弱火にしたら、ごく少量のバター(マヨネーズでも可)を入れる[注 3]
4. 溶かしたバターに、あらかじめ塩コショウを軽く振っておく[注 4]
5. 充分に熱したフライパンに、低い位置から卵を投入する[注 5]
6. 卵を入れてすぐに、黄身が真ん中にくるよう手でつまんで数秒ほど抑える。
7. 水は入れず、蓋をして「極弱火」で3～4分ほどかけてじっくり焼く[注 6]

### オーブン調理
耐熱容器・金属容器・アルミホイル等に卵を割り入れて、オーブンの熱源によって焼く調理法もある。英語ではベイクトエッグあるいはシャードエッグと呼ばれる別の料理であるが、これを「目玉焼き」に含めることもある。

### 電子レンジ調理
電子レンジを使用し、その電磁波により加熱させる方法もある。しかし、電子レンジの出力や使用する容器の形状、卵のサイズ・量によって加熱時間をうまく調節しないと卵が破裂しやすくなるため、注意を要する。
これを防止するには、割った生卵を一度容器に移し替えて黄身の部分に小さな穴を空け、ラップを掛けてから電子レンジに入れる方法がある。他に、容器に卵を割り入れた後に破裂防止のため、卵が浸る量の水を入れて加熱する調理法もある。また、電子レンジ専用で目玉焼き調理用に特化した調理器具も存在する。
これらの調理法で作った目玉焼きは、通常焼き目や焦げ目ができないが、機能を持った電子レンジ専用調理器具を使用すれば、焼き目や焦げ目のある目玉焼きを電子レンジで作ることが可能。

## 食べ方
- 目玉焼きは手早く作れて栄養価も高いことから、朝食のメニューによく用いられる。

### 目玉焼きに使用する主な調味料
味付けには塩、胡椒、醤油、ウスターソース、トマトケチャップなど様々な調味料が用いられる。味付けをせず食べる人もいるが、多くの場合は好みにより調味料を使用して食べる。日本においては醤油派が多いが、国や地域、個人の好みによってまちまちである。バラエティ番組や雑誌のアンケートなどで、どの調味料がどの地域で好まれるかを調査する企画がしばしば見られる。
総務省大臣官房管理室が主催した「インターネット博覧会」において、2001年5月にキッコーマンが実施した自由投票「目玉焼きに何かける？」の投票結果は以下の通り。
1. (54%) - 醤油
2. (16%) - 塩
3. (13%) - ソース

以下は、胡椒、マヨネーズ、ケチャップ、「なにもかけない」が続いている。
キッコーマンは2024年7月にもキッコーマン＋会員を対象にした「目玉焼きに何をかけて食べますか？」のオンラインアンケートを行っており、その結果は以下の通り。なお、こちらは複数選択を可としているため、合計すると100%を超える。
1. (61%) - 醤油
2. (43%) - 塩
3. (35%) - 胡椒
4. (22%) - ソース

以下は、マヨネーズ、ケチャップ、だししょうゆ、「なにもかけない」が続いている。また、北海道や東北地方は70%以上が醤油派、関西地方では醤油派が50%を下回るなど、その地域差も明らかになっている。
付け合せに生野菜や温野菜などを添えたりする。

### 応用料理・他料理
目玉焼きを利用したり、目玉焼きを応用した料理も多い。焼きそばや焼きうどん、ハンバーグなどさまざまな料理の付け合わせとして、多くの場合、メインとなる料理のうえに乗せて利用される。
ベーコンエッグ
焼いた薄切りベーコンを添えたもの。欧米では油が抜けてカリカリになるまで焼くのが通例だが、日本ではベーコンにあまり火を通さず、卵をかぶせるように割り入れることが多い。

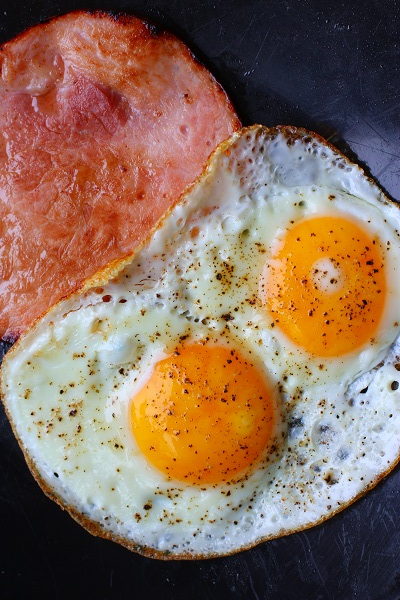
ハムエッグ
ハムを用いてベーコンエッグと同様の調理を施したもの。
目玉焼き丼
米飯の上に載せた丼物。ベーコンエッグやハムエッグにする場合もある。鉄道の現場では、食堂車で車掌用の賄いメニューとされており、「ハチクマライス」と呼ばれていた。
他に、荷包蛋・ロコモコ・焼豚卵飯・ナシゴレン・ラピュタパン・横手やきそば・天窓など多数がある。

### 付け合わせ
目玉焼きだけだと見栄えがせず、栄養バランスもとれないため、下記のような付け合わせを加えることが望ましい。
- ハム、ベーコン、ソーセージ
- ブロッコリー・人参などの温野菜
- レタス

## 目玉焼きの登場する作品
家族ゲーム
伊丹十三の『女たちよ!』所収のエッセイに「目玉焼きの正しい食べ方」があり、白身から食べるか、黄身から食べるか、黄身に白身をつけて食べるかの葛藤が描かれている。映画『家族ゲーム』の冒頭には伊丹自身によるパロディがある。
美味しんぼ
日本の漫画『美味しんぼ』では、コミックス7巻収録の「黄身と白身」に「国際目玉焼き学会(IFEC)」なる架空の学会が登場し、作り方や食べ方について侃侃諤諤の討論が繰り広げられる。
METAL GEAR SOLID 4 GUNS OF THE PATRIOTS
2008年発売のPS3用ゲーム『メタルギアソリッド4』のブリーフィング（作戦説明）の場面で、登場人物の1人「サニー」が目玉焼きの焼け具合で占いをする「サニーサイドアップ占い」を行っている。
目玉焼きの黄身 いつつぶす?
日本の漫画『目玉焼きの黄身 いつつぶす?』では、主人公と恋人が目玉焼きの食べ方をめぐって対立する様子が描写される。
VIVANT
2023年のテレビドラマ『VIVANT』において、美味しい目玉焼きの作り方が説明された。